# Aponogeton bogneri
Aponogeton bogneri là một loài thực vật có hoa trong họ Aponogetonaceae. Loài này được H.Bruggen mô tả khoa học đầu tiên năm 1973.